# 生物都市
『生物都市』（せいぶつとし）は、諸星大二郎による日本のSF漫画。第7回（昭和49年上期）手塚賞入選作品。
『週刊少年ジャンプ』（集英社）1974年31号に掲載された。
諸星作品には「人間の顔をもった不定形のドロドロしたなにか」がライトモチーフとして登場するが、本作でも人間と機械がドロドロに溶けあって融合するさまをヴィジュアルとして描いている。
瀬木比呂志は、本作を短編「夢見る機械」と共に「諸星の幻想の原型」と称している。瀬木は、諸星作品の特徴として「他界（この世界全体の果てでもある）を夢見続けていること」を挙げ、本作は他界に対するあこがれが強く出ているとしている。一方で「夢見る機械」は他界に対する反発の現れでもあるが、この2つは表裏一体のものである。

## あらすじ
198X年、木星の衛星イオの調査から宇宙船「ヘルメス=3」が地球に帰還してくる。
イオで異星人のものと思われる活きている遺跡と接触したヘルメス=3の調査員、そしてヘルメス=3の船体そのものから広がるように機械やあらゆる金属類と生物が溶けるように融合してゆく怪現象が起こっていった。

## 手塚賞
本作が手塚賞入選となるにあたっては、さまざまなエピソードが残っている。
選考では、諸星の絵について否定的な意見もあった。諸星の絵はけして「上手い絵」であるとは言えない。かと言って、新人漫画家にありがちな未熟な絵というわけでもなく、流麗ではなく、動きも感じさせないが、それでいて個性的な絵である。
また、作品のあまりの面白さに、無名の新人の作品とは思えないとして、先行するSF作品の中に類似したものがあるのではないかとの質問が他の選考委員からSF作家である筒井康隆委員のもとに殺到したことを、後に筒井自身が編纂した『'74日本SFベスト集成』に「生物都市」を収録し、解説文でそのときの選考の経緯を記している。
最終的には、選考委員のほぼ全員一致で手塚賞入選が決定している。

## 関連作品
鉄男